# 豆果榕
豆果榕（学名：Ficus pisocarpa）是桑科榕属的植物。分布在泰国、印度尼西亚、马来西亚以及中国大陆的广西、云南、贵州等地，生长于海拔500米至1,600米的地区，常生长在石灰岩山地，目前已由人工引种栽培。

## 别名
龙树（云南蒙自）